# Eriopterodes
Eriopterodes är ett släkte av tvåvingar. Eriopterodes ingår i familjen småharkrankar.
Kladogram enligt Catalogue of Life:
| Eriopterodes | \| \| Eriopterodes celestis \| \| \| \| \| \| Eriopterodes laetipleura \| \| \| \| |
|              | \| \| Eriopterodes celestis \| \| \| \| \| \| Eriopterodes laetipleura \| \| \| \| |
|              | Eriopterodes celestis                                                              |
|              |                                                                                    |
|              | Eriopterodes laetipleura                                                           |
|              |                                                                                    |